# Carlos Urrutigoity
Carlos Urrutigoity (* im 20. Jahrhundert in Mendoza, Argentinien) ist ein katholischer Priester und gehörte bis 1999 der Priesterbruderschaft St. Pius X. an. Er wurde in den USA 2005 wegen sexuellen Missbrauchs suspendiert und setzte sich nach Paraguay ab, wo er 2012–2014 Generalvikar des Bistums Ciudad del Este war.

## Leben

### In Argentinien
Urrutigoity erhielt seine Priesterweihe Ende der 1980er Jahre gültig, aber kirchenrechtlich unerlaubt durch Richard Williamson, einen der exkommunizierten Bischöfe der schismatischen Priesterbruderschaft St. Pius X. (Piusbruderschaft), im Priesterseminar der Bruderschaft in La Reja, einer Ortschaft in der argentinischen Provinz Buenos Aires. Durch den unerlaubten Empfang der Weihe zog er sich die Kirchenstrafe der Suspendierung latae sententiae zu.

### In den Vereinigten Staaten

#### Versetzung
Im Jahr 1998 wurde er durch Williamson in das Seminar der Piusbruderschaft in Winona (Minnesota) in den USA versetzt, nachdem Vorwürfe des sexuellen Missbrauchs laut geworden waren. Dies geschah  unter der Bedingung, dass Urrutigoity überwacht werde. Der argentinische Bischof Andrés Morello erklärte hierzu, die Versetzung wegen Urrutigoitys „unkorrekten Verhaltens“ erbeten zu haben.

#### Wechsel der Gemeinschaft
In Winona wurde Urrutigoity 1999 wegen „subversiven Verhaltens“ aus der Piusbruderschaft ausgeschlossen und wurde vom damaligen Ortsbischof James Clifford Timlin im Bistum Scranton in Pennsylvania inkardiniert. Dort trat er der Sankt-Gregors-Akademie bei.

#### Strafverfahren
2002 wurde er wegen sexuellen Missbrauchs von Kindern vor dem Bezirksgericht in Scranton angeklagt. Ein jugendlicher Student – in der Öffentlichkeit unter dem Decknamen John Doe bekannt – warf ihm vor, Minderjährige mit alkoholischen Getränken versorgt und mit ihnen geschlafen zu haben. Ferner wurden ihm zusammen mit dem Priester Eric Ensey Überfälle, körperliche Angriffe und vorsätzliche seelische Einschüchterung zur Last gelegt. Urrutigoity gegenüber habe Doe Ensey beschuldigt, ihn zum Beischlaf genötigt zu haben; daraufhin habe Urrutigoity erklärt, das Gästehaus sei an wichtige Gäste vergeben und sie müssten gemeinsam in einem Bett schlafen. Einige Tage später habe auch Urrutigoity Doe sexuell missbraucht; er habe ferner die Genitalien Does berührt, als dieser schlief, und ihn unter Druck gesetzt, sich vor Urrutigoity ein Suppositorium einzuführen, was Doe aber verweigert habe.
Beide Priester bestritten die vorgeworfenen Taten. Das Gericht sah 2005 von einer Verurteilung Urrutigoitys und Enseys ab, da das Bistum Scranton im Gegenzug für die Einstellung des Verfahrens eine Entschädigungszahlung in Höhe von 450,000 US$ an Does Familie geleistet hatte. Vor der Zeitung GlobalPost behauptete Urrutigoity, Opfer einer jahrzehntelangen Verleumdungskampagne gewesen zu sein. Der zwischenzeitlich zum Prälaten aufgestiegene Priester wurde von Bischof Joseph Francis Martino suspendiert und nach Kanada geschickt, wo er sich am Southdown Institute einer psychologischen Untersuchung unterziehen sollte.
Nach Zahlung einer persönlichen Entschädigung in Höhe von 300,000 US$ an das Opfer flüchtete Urrutigoity nach Paraguay.

### In Paraguay
Das Bistum Scranton sowie die Apostolischen Nuntien Paraguays und der Vereinigten Staaten und mehrere Professoren, die Urrutigoity ausgebildet hatten, rieten dem Bistum Ciudad del Este davon ab, ihn als Prälaten zuzulassen. Es existierten schwere Bedenken gegen ihn und er sei eine ernste Gefahr für Jugendliche.

#### Priester, Jugendvikar, Generalvikar
Trotz der kirchlicherseits ausgesprochenen Warnungen wurde er von Bischof Rogelio Livieres Plano, einem Mitglied des Opus Dei, in der Diözese Ciudad del Este im Dreiländereck mit Argentinien und Brasilien des Landes inkardiniert. Obwohl Livieres Plano vom Bistum Scranton über Urrutigoitys „wilde Vorgeschichte“ informiert war, ernannte er ihn zum Jugendvikar seiner Diözese und betraute ihn mit der Vorbereitung eines Kurses über katholische Kultur für Jugendliche. Zudem ernannte Livieres Plano Urrutigoity zum Rektor des diözesanen Priesterseminars. Die Position des Jugendvikars hatte Urrutigoity gleichzeitig bis 2014 inne. Die Jugendstaatsanwältin María Graciela Vera konnte keinen Anfangsverdacht auf Sexualstraftaten Urrutigoitys innerhalb Paraguays feststellen. Im Jahr 2012 ernannte Bischof Livieres Plano Urrutigoity zu seinem Generalvikar.

#### Visitation und Absetzung
Zwei Jahre später forderte der Erzbischof von Asunción, Eustaquio Pastor Cuquejo Verga CSsR, zu dessen Kirchenprovinz Ciudad del Este gehört, eine kirchenrechtliche Untersuchung durch das Bistum. Als Anlass für die Forderung nannte Cuquejo ausdrücklich Urrutigoitys Tätigkeit im Bistum. Bischof Livieres bezichtigte daraufhin den Erzbischof der Homosexualität und nahm Urrutigoity gegen die Missbrauchsanschuldigungen aus Pennsylvania in Schutz.
Wenige Tage vor Beginn einer von Papst Franziskus angeordneten apostolischen Visitation wurde Urrutigoity von Bischof Livieres Plano am 14. Juli 2014 als Generalvikar abgesetzt, wie Vatikansprecher Federico Lombardi SJ am 30. Juli 2014 mitteilte. Der Bischof verteidigte Urrutigoity aber weiterhin – ungeachtet der aktenkundigen Entschädigungszahlungen an sein Opfer – gegen die Missbrauchsvorwürfe. Nach Abschluss der vom 21. – 26. Juli 2014 von Kurienkardinal Santos Abril y Castelló durchgeführten Visitation wurde Livieres Plano seinerseits am 25. September 2014 von Papst Franziskus als Ortsbischof abgesetzt.
Im Juni 2015 verließ Urrutigoity eine Pfarrei in Ciudad del Este, in der er bis dahin noch als Priester tätig gewesen war, und reiste nach Argentinien ab. Seitdem lebt er im Bistum San Rafael im Institut des fleischgewordenen Wortes.